# Sueros de Cepeda
Sueros de Cepeda es una localidad española perteneciente al municipio de Villamejil, en la provincia de León, comunidad autónoma de Castilla y León. 

## Geografía
Localidad ubicada en el municipio de Villamejil, en la comarca de la Cepeda, aproximadamente en el centro de la provincia de León, en la zona norte de la comunidad autónoma de Castilla y León, (España).
Situado al sur de Donillas, Abano y la Veguellina, al oeste de Riofrío, al norte de Castrillo de Cepeda, y al este de Porqueros. Distante de la ciudad de Astorga a unos 19 km en dirección norte y de León capital a unos 45 km aprox. en dirección oeste. 
Con los desgastados montes de León cercanos en dirección norte y las llanas tierras del “Páramo” leones no muy distantes en dirección sureste, Sueros de Cepeda se encuentra geográficamente emplazada en una zona de monte bajo y valles fértiles.
El río “Tuerto”, truchero por excelencia, que se encarga de regar los cultivos de la zona, se desliza por el centro del pueblo.
Es atravesado su núcleo urbano de norte a sur por la carretera “Pandorado” (LE-451), que une Astorga con la comarca de “La Omaña”. En el centro de la localidad arranca la carretera de “Villameca” (CV-160-11), que si la siguiésemos nos llevaría al pantano de “Villameca”, (distanciado a 6 km en dirección norte), además de ser una de las vías de comunicación de la zona con el “Bierzo” leones.

## Climatología
Debido de la unión del río Tuerto con dos de sus afluentes (el arroyo de Presilla, y el río de las Huelgas) muy cerca de su casco urbano, y a su posición sobre el nivel del mar, a una altura de 950 metros aprox., es muy agradable el clima del que disfruta la zona prácticamente todo el verano. No así en los inviernos, que suelen ser bastante rigurosos. En la actualidad la nieve hace acto de presencia muy esporádicamente, no con tanta frecuencia como cuentan los mayores del lugar que antes dejaba su manto blanco. Sin embargo los fríos días de heladas nocturnas son frecuentes durante el final del otoño, todo el invierno, y buena parte de la primavera.

## Sitios de interés
Se resalta en el pueblo de Sueros la iglesia parroquial San Pedro Apóstol, construida en el siglo XVIII con los restos de la que había en la despoblada villa de San Pedro, y restaurada recientemente. El colegio rural agrupado VEGACEMAR al que acuden los niños de la comarca hasta los 12 años.
Dispone de sucursal bancaria y dos bares donde los ciudadanos distraen el tiempo. Acuden de otros pueblos, para hacer su venta, varios panaderos, camión de pescadería y camión de productos de despensa. 
La piscina fluvial “El Pisón”, situada en la zona norte de la población, es un lugar de reunión en las tardes de verano para todo aquel que quiera darse un baño en las cristalinas aguas del río tuerto.
La laguna “Gallega” es otro lugar muy visitado por los turistas que pasan en el pueblo sus vacaciones estivales. Situada a casi cuatro kilómetros del centro de la localidad fue desde siempre lugar donde los ganados saciaron su sed, y obligado punto de paso para el pastoreo trashumante. Hacerle una visita constituye un bonito paseo para observar los patos y el resto de la fauna avícola que se aloja en sus inmediaciones en su hábitat natural.

## Fiestas
Las tres fiestas que se celebran en la localidad son:
- Las candelas: el día 2 de febrero. Dos días de celebración con procesiones, bailes, verbenas, y como no podría faltar, buena comida de la zona.
- San Isidro Labrador: el 15 de mayo. Es un solo día de celebración, pero las actividades no cesan en toda la jornada. Es imprescindible ir a misa y marchar en procesión acompañando al sacerdote a realizar la bendición de los campos. Ya por la tarde se va al monte comunal y en una zona previamente preparada, los agricultores de la zona demuestran la pericia para manejar sus tractores (concurso de arada y concurso de habilidad con remolque). La comisión de fiestas obsequia a todos los asistentes con un bocadillo de sardinas y un vaso de vino. Ya por la noche termina la jornada con una verbena musical y la entrega de los trofeos.
- La fiesta del verano: el primer fin de semana de agosto. Tres días de celebraciones religiosas, juegos infantiles, bailes vermut, verbenas y otros actos varios. Este evento sustituye a la fiesta del “Corpus Christi”, que se celebraba hace unos años en el mes de junio.

## Historia
Fue Sueros de Cepeda capital de ayuntamiento hacia el siglo XIX durante algún período. Los mayores del lugar recuerdan cuando cada segundo lunes se hacía el mercado en la plaza del pueblo. Hasta el venían muchos parroquianos de los pueblos cercanos a comprar desde una vaca hasta unas madreñas (antiguo calzado típico de las zonas rurales del norte fabricado con madera). Este tipo de mercados componían un importante intercambio, además de mercantil, cultural. 
También recuerdan cuando abría sus puertas el salón de baile, o el cine del pueblo, prácticamente las únicas ofertas de diversión de la época al alcance del ciudadano. Pero la despoblación y la disponibilidad de vehículos para desplazarse a otros lugares de ocio en pueblos con mayor atracción para la gente joven obligó al cierre de dichos establecimientos. A principios del siglo pasado Sueros tenía una prospera fábrica de chocolate, que posteriormente trasladó su ubicación a la ciudad de Astorga, y donde hoy en día goza de gran popularidad.
A continuación se citan algunos refranes bastante usados por los habitantes de antaño que en la actualidad todavía se pueden escuchar de vez en cuando:
• A buen hambre, no hay pan duro.
• Año de nieves año de bienes.
• Hambre que espera hartura, no es hambre segura.
• Marzo ventoso y abril lluvioso traen a mayo florido y hermoso.
• Por San Blas, la cigüeña veras.
• Por los Santos, la nieve por los campos.
• Septiembre o seca las fuentes o lleva los puentes.

## Actualidad
El éxodo rural que comenzó a mediados del pasado siglo ha hecho mella en el pueblo, y la mayor parte de la gente joven se fue a la ciudad en busca de un porvenir mejor. Ello unido al descenso de natalidad han contribuido a mermar muy considerablemente el número de habitantes de la localidad.  La mayor parte de sus habitantes son jubilados del “Régimen Especial Agrario”, que con la escasa pensión que les ha quedado y lo que cultivan en sus pequeños huertos viven con un relativo desahogo.
Todo el invierno es un pueblo casi vacío, es posible caminar un rato por sus calles y no encontrar a nadie. No así en la época estival, que la afluencia de veraneantes multiplica la población y esas mismas calles se llenan de viandantes durante prácticamente todo el día y parte de la noche.
En la actualidad cultivan sus terrenos unos pocos agricultores en régimen de explotación familiar. La concentración parcelaria llevada a cabo hace unos años ha conseguido mejorar considerablemente la situación para el trabajador de campo en lo referente a accesibilidad a las fincas, regadío de las mismas (canales de cemento), y un mayor tamaño en la extensión de los terrenos.
Los cultivos más comunes son: la patata, la remolacha azucarera, legumbres (habas y garbanzos) y el cereal (trigo y centeno). Además están las huertas, que proveen al autóctono y al visitante de variados alimentos todo el verano.
También destacan en la localidad algunas pequeñas explotaciones ganaderas. En las inmediaciones del pueblo podemos ver entre otra vegetación: pinos, robles, castaños y monte bajo. Dentro de su casco urbano además de chopos también lo pueblan un elevado número de árboles frutales (cerezos, manzanos, perales, nogales…).
Cabe destacar el colorido verde y fresco que se disfruta en la zona desde la primavera hasta el verano, así como la diversidad de colores que trae el otoño justo antes de la caída de las hojas de la abundante flora de hoja caduca de la zona.